# 吳鴻麒
吳鴻麒（1899年9月28日—1947年3月13-16日間），臺灣中壢客家人。曾于臺灣日治時期担任教師、律師，二戰結束后任臺灣臺北地方法院民事庭推事（法官的舊稱）、臺灣高等法院推事。1947年二二八事件時遇害。前國民黨主席吳伯雄是其親侄。

## 生平

### 台灣日治時期
1918年，吳鴻麒自臺灣總督府國語學校師範部（臺北教育大學前身）畢業後，通過乙種教諭試驗，先后於龍潭陂公學校（今龍潭國小）、中壢公學校（今中壢國小）两公學校任教，後離職去中國大陸，入上海協和大學，後負笈日本，轉日本大學法科。1928年畢業，並于1930年取得辯護士（律師）資格。翌年返臺，10月於臺北市建成町（今臺北市大同區）立所開業，成爲日治時期的臺灣籍執業律師。
1937年中日戰爭爆發后，日军为徵召臺湾人参战，同时为压制臺湾知识分子反日之气焰，于1938年9月间，由军部征调臺湾闻人以军伕的身份去筑造军用机场，吳鴻麒与郭雨新、陈逸松、李瑞汉、叶猫猫等即列其中。

### 戰後時期與二二八事件遇難
1945年中華民國接管臺灣，吳鴻麒亲予欢迎国民政府接收，而臺湾省行政长官公署与臺灣高等法院亦皆请吳鴻麒任职，吳遂选择任职法院。由此于1945年11月至隔年6年先任臺北地方法院民事庭推事（法官），嗣调高等法院。
1947年二二八事件爆發，3月13日，吳鴻麒在高等法院处理公文期间，遭两名穿着便服的無名人士强行带走，院长拦阻无效，即报臺湾警备总部参谋长柯远芬予调查，柯复答并无是事，:102-103自此不知所踪。吴夫人杨𤆬治得知后，曾找吴之好友、时任台北市长游弥坚寻求帮助，惟遭拒:112。
3月16日，臺北南港橋发现八具尸体，经辨认，其中五具为高等法院推事吳鴻麒、專賣局菸草公司專門委員林旭屏、華美醫院醫師鄭聰、三重豆干商周淵過及林定枝。3月17日下午，吴夫人杨𤆬治确认尸体后，于翌日以手拉車運回，並通知法院及請醫師驗屍。:103
吴夫人杨𤆬治领尸后于3月18日知会医师验尸，其之傷勢與遺失物件情形如下：
1. 頭部左領有槍傷，顏面受擦傷數處。頸部有麻繩緊縛之跡，皮破出血。衣褲破損，血跡甚多。臍下部及兩足股皆被打傷積血，呈黑紅色，睪丸破，其狀不堪注視。
2. 所攜帶大衣、辦公皮包、新製赤色皮鞋、 懷中錶一個、現金臺幣七仟元、印章、法院記章、身分證明、帽子等物遺失，不知去向。

#### 招致殺機原因
吳鴻麒被謀殺死亡之后，各界关注。时任国防部长白崇禧即令调查，監察院閩臺監察使楊亮功随之赴台查办，吴鴻麒兄长、臺灣籍國民參政員吴鴻森赴南京与会时，亲予蔣中正一陳情書，中央政府遂下令查办。陆军少将、时任臺籍立法委員黄国书、臺籍监察委员丘念臺、臺籍国大代表陳逸松均过问关心:297。惜均无下文，故吳鴻麒死因至今不详。由於查辦不出結果，1947年6月間警備總部彭孟緝司令向蒋中正報告：「有情報顯示『台北市區有不良分子組暗殺團 ，專以殺害軍官、外省人及半山為對象，並已開始行動，南港橋下八命案或係該團所為』」。对此，国安局相关档案中亦有「台灣高等法院審判官吳鴻棋（麒）等被暗殺及台灣各地相繼發生官員失蹤情形調查資料」之记载，惟具体情形，或因大陆沦陷而未及带来台湾:114-115。
而民间與吳鴻麒之家屬均猜測為人挾恨報復。有一說：一高級軍官因其妻在日本人經營之醫院生產，注射麻醉藥劑量過高致死而打官司，吳氏判醫師無罪，由此开罪军方（另有傳聞1946年基隆要塞司令史宏熹之妻（另一說係第七十軍參謀長之妻）因分娩時去世，主治之日籍醫師被拘捕入獄，待進一步查證。又吳濁流著「台灣連翹」中，亦有此一說）:104。另一說为臺北市警察局局長陳松堅因「员林事件」心生忿怨，遂借国军平乱之机报复吳鴻麒:104-105，此一说有时为國防最高委員會委員劉文島佐证。刘氏因立法委員黄国书与监察委员丘念台之质询，于1947年4月7日之常務會議上表示「吳氏因得罪臺北市警察局長，而被押到郊外殺了」。
對於上述說法，監察院於2001年、2002年赴臺灣高等法院調閱有關吳鴻麒1946年至1947年間的辦案資料，查無「迎婦產科」或「員林事件」之案卷:113。1946年《民報》對迎婦產科事件報導為「手術陳愛羣（陸軍一五九師中校副團長劉勉氏之妻）至死案」、「在台北地方法院由鄭推事邁審判」、「鄭推事隆重宣判無罪」。
第三種說法是吳鴻麒常批法界黑暗並諷勸同僚而得罪人，一位王姓檢察官有嫌疑，楊𤆬治稱吳氏屍體留下的名片，有用指甲押刻字跡清晰的「王」字；楊𤆬治在臺灣省文獻會訪談中指稱該王姓檢察官和林桂端律師同為日本早稻田大學同學，王、林、吳三人吃飯時，林、吳在席間聊到官員貪污、對時局不滿。:106
另据1992年行政院之「二二八事件研究報告」中写道：「……以上諸人之遇害，無論真實原因為何，均與政治活動或政治欲望多少有關，因而被扣上叛亂罪名。據一黃姓見証人稱，在三月五或六日，他到『處委會』，聽到黃朝琴對『處委會』委員說：『奉陳儀令，你們既然要自治，你們想當何種官職，請列出名單』。於是『處委會』 草擬一份名單；據其記憶所及，其中有如下數位：高等法院庭長吳鴻麒、財政廳長陳炘、衛生處長施江南……等等。國軍抵臺後，當局即據此以為叛亂罪罪証處刑。見証人雖無證物，但信誓旦旦，確實見過這份名單。」:284（此段引自臺大歷史系黃富三1991年訪黃紀男，然而黃紀男1992年又稱施江南將任臺大醫院院長:107）

## 家族
吳鴻麒的妻子楊𤆬治因受託擔任中壢家職校長為地方貢獻甚多，後也在實踐家專任教，其在《查某人的二二八》一書中，自述在經濟上吳家兄弟無人協助，但自己仍然憑藉著一技之長與認真做事的態度在經濟上無虞，只是看破人情冷暖，仍然希望得知真相。
吳鴻麒子女吴和光经营有成，女吴文华，自臺湾师范大学藝術系畢業后，任教职，退休后从事宗教活动。
吳鴻麒孿生弟吳鴻麟，曾任桃園縣議長、縣長。吳鴻麟之子吳伯雄，曾任中國國民黨主席。

## 其他
吳鴻麒與畫家蕭如松之父蕭祥安是朋友，據說「如松」這個名字即是由吳鴻麒幫他取的:8。

## 外部連結
- 台灣新文學史-陳芳明教授主講-【吳鴻麒】 （页面存档备份，存于）